# Julia Ortner
Julia Ortner (* 30. April 1972 in Wien) ist eine österreichische Journalistin.

## Leben und Wirken
Julia Ortner studierte nach der Matura Publizistik und Philosophie an der Universität Wien. Ihre journalistische Karriere begann 1998 bei der Tageszeitung Die Presse. Dort arbeitete sie für das Wien-Journal und die Innenpolitikredaktion. Im Jahr 2000 wurde sie Redakteurin bei der Wiener Wochenzeitung Falter und leitete dort das Ressort Stadtleben, 2006 wechselte sie in das Politik-Ressort. Seit 1. Mai 2011 war Ortner im Redaktionsteam der ORF-Nachrichtensendung ZIB 2 tätig, regelmäßig moderiert sie außerdem die Pressestunde. Mit 1. April 2015 trat sie als stellvertretende Chefredakteurin und Politikchefin des österreichischen Wochenmagazin News an. Im Dezember 2016 wurde bekannt, dass Julia Ortner das Magazin gemeinsam mit der bisherigen Chefredakteurin Eva Weissenberger und anderen Kollegen verlassen werde. Im Juni 2017 erschien das Sachbuch „Willkommen in Österreich?“, das Ortner mit dem ehemaligen Politiker und Ex-Raffeisen-Generalsekretär Ferdinand Maier verfasst hat. Die Autoren beschäftigen sich darin mit der großen Fluchtbewegung 2015/2016.
Unter dem Titel Das Ortner-Prinzip verfasste sie 2010 eine regelmäßige politische Kolumne für Die Presse. Julia Ortner unterrichtet als Referentin am Österreichischen Journalisten-Kolleg des Kuratoriums für Journalistenausbildung und am Institut für Journalismus und Medienmanagement der FHWien. Seit September 2017 schreibt Ortner als politische Kolumnistin für die Vorarlberger Nachrichten. Sowohl Julia Ortners Vater, Thomas Ortner, als auch ihr Großvater Franz Ortner waren Chefredakteure der Vorarlberger Nachrichten gewesen.
Seit August 2017 hat sie zusammen mit den Journalisten Sebastian Krause und Eva Weissenberger den Podcast „Ganz offen gesagt“, wo sie abwechselnd wöchentlich mit Experten über die österreichische Innenpolitik und internationale Entwicklungen spricht. Für diesen ersten politischen Podcast des Landes erhielten die „Ganz offen gesagt“-Herausgeber 2017 den „Sonderpreis für Innovation“ des Branchenmagazins „Der Österreichische Journalist“. 2017 gründete Ortner gemeinsam mit ihren Partnern zudem das Medienunternehmen „Missing Link“, das sich unter anderem auch mit Podcasts und der Entwicklung neuer Geschäftsmodelle im Journalismus beschäftigt.
Im Juli 2020 wurde bekannt, dass Julia Ortner zur Redaktion des ORF-Politikmagazins Report hinzustoßen und damit nach fünf Jahren wieder zum ORF zurückkehren wird. Mit 1. April 2024 wurde sie zur Ressortleiterin von ORF.at im multimedialen Newsroom bestellt.

## Auszeichnungen
- 2003: Medienoskar des Bundesministeriums für Soziale Sicherheit und des Staatssekretariats für Kunst, Kategorie Print
- 2006: 8. JournalistInnenpreis des Hilfswerks Österreich[18]
- 2007: Ehrende Anerkennung beim Prof. Claus Gatterer-Preis des Österreichischen Journalisten Clubs
- 2011: 5. ÖZIV-Medienpreis in der Kategorie Print[19]
- 2012: Dr.-Karl-Renner-Publizistikpreis[20]
- 2017: Auszeichnung „Journalisten des Jahres“: Sonderpreis Innovation (gemeinsam mit Sebastian Krause und Eva Weissenberger)[21]
- 2022: Nominierung für die Kurier-Romy, Romy Branchenpreise Kategorie Beste Dokumentation TV/Stream: „40 Jahre Sommergespräche – Gelsen, Glocken und Gedanken“ (ORF2)[22]
- 2023: JournalistInnenpreis Integration, Kategorie TV: Reportage ORF Report „Wie kann Integration gelingen?“ des Österreichischen Integrationsfonds (gemeinsam mit Sophie Hausberger)[23]